# Heraclia houyjensis
Heraclia houyjensis is een vlinder uit de familie uilen (Noctuidae). De wetenschappelijke naam van deze soort is voor het eerst geldig gepubliceerd in 1918 door Wichgraf.
De soort komt voor in tropisch Afrika.